# Mars 3
Mars 3, conosciuta anche come Mars 3 Orbiter, fu una sonda interplanetaria automatica sovietica, lanciata il 28 maggio 1971 nell'ambito del Programma Mars con destinazione Marte, che raggiunse il 27 novembre 1971.
Le missioni spaziali sovietiche Mars 2 e Mars 3 consistevano nel lancio di due sonde gemelle, entrambe costituite da un orbiter e da un lander. Mentre il modulo di atterraggio della sonda gemella precipitò sulla superficie di Marte, il lander di Mars 3 toccò con successo il suolo del pianeta rosso, divenendo così il primo veicolo costruito dall'uomo a giungere integro sulla superficie marziana. Tuttavia, il segnale del lander con la terra venne perduto dopo meno di 15 secondi di trasmissione dati, per motivi sconosciuti.
I principali obiettivi scientifici del Mars 3 erano la raccolta di immagini del pianeta rosso, lo studio dell'atmosfera e delle sue nuvole, la misurazione della temperatura al suolo, lo studio della composizione, della topografia e delle proprietà fisiche della superficie, il monitoraggio della radiazione solare, del vento solare e dei campi magnetici interplanetario e marziano.

## La sonda
L'orbiter e il lander assieme avevano una massa di circa 4.650 kg al lancio (compreso il carburante) e l'insieme era alto 4,1 metri, con un diametro di circa 2 metri più due pannelli solari fotovoltaici montati ai lati di lunghezza complessiva di 5,9 metri. Nel modulo d'atterraggio era stivato un il rover Prop-M.

### Orbiter

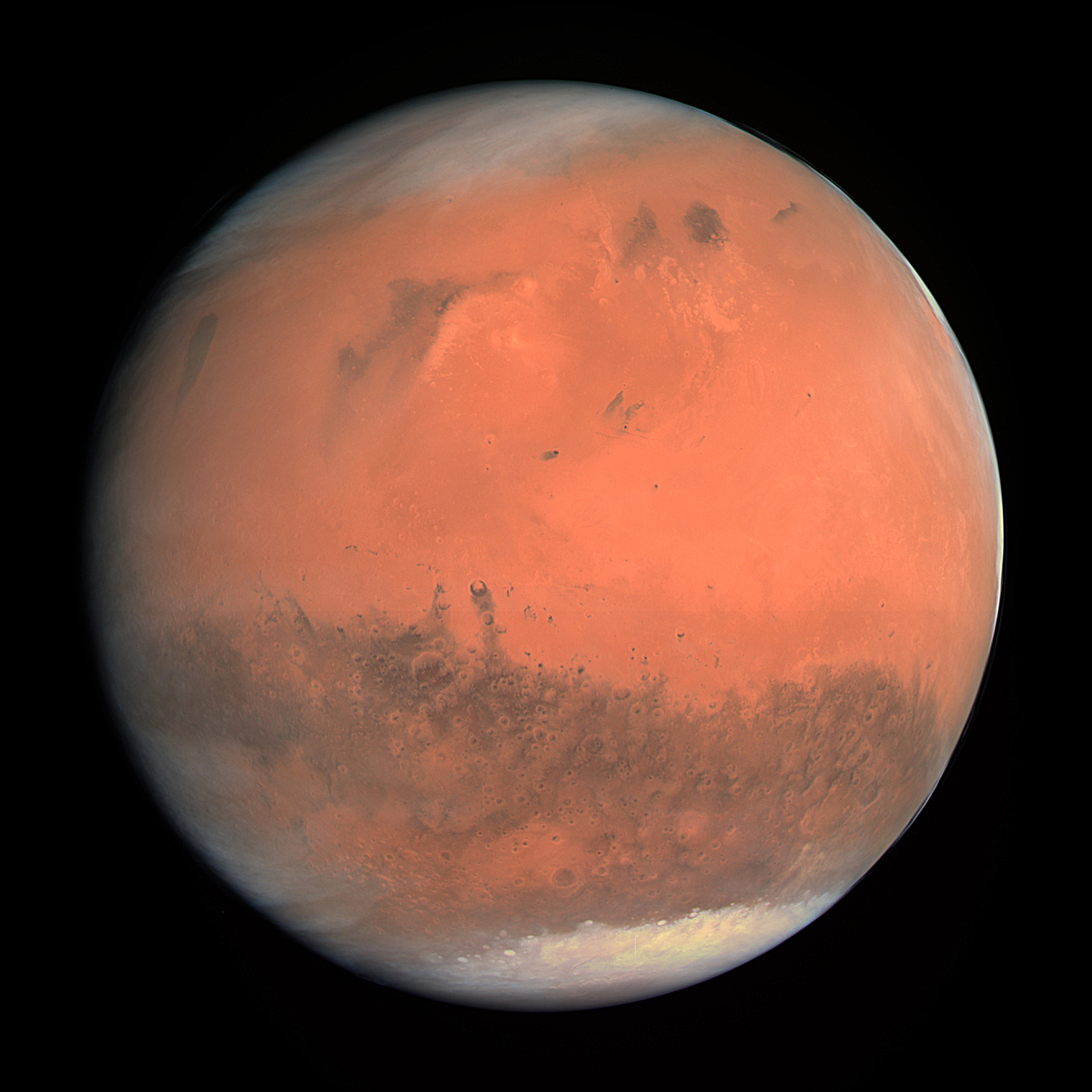
il pianeta Marte visitato da Mars 2 e Mars 3.

Durante la missione, purtroppo ci fu una perdita di carburante, che non consentì di porlo nella prevista orbita marziana della durata di 25 ore; si fu quindi costretti a stabilizzarlo su un'orbita della durata di 12 giorni e 19 ore.
Il compito principale del modulo era quello di studiare la superficie del pianeta rosso, la sua atmosfera e i campi magnetici planetario e interplanetario; inoltre doveva fungere da ripetitore verso terra dei segnali inviati dal rover.
Mars 3 inviò a terra una gran quantità di dati per tutto il periodo dal dicembre 1971 all'agosto 1972. La missione fu dichiarata conclusa il 22 agosto 1972, dopo che il modulo aveva compiuto 20 orbite.
I dati inviati a terra mostrarono l'esistenza di montagne alte fino a 22 km, idrogeno e ossigeno atomici nell'alta atmosfera, escursioni termiche tra -110° e +13° Celsius. Inoltre si notò che la ionosfera si estendeva dagli 80 ai 110 km di altitudine, mentre le polveri sollevate dalle tempeste marziane potevano raggiungere i 7 km di altezza.

### Lander

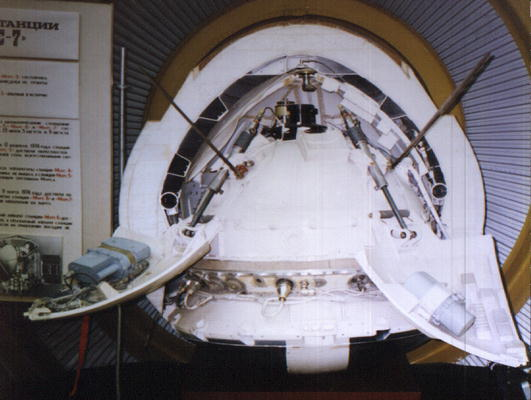
Copia del lander conservata al museo Lavochkin.

Il lander, montato in cima all'orbiter, consisteva in una capsula di atterraggio con un diametro di 1,2 metri, protetta da uno scudo termico conico di 2,9 metri di diametro, più un paracadute e dei razzi frenanti.
L'intero modulo aveva una massa di 1.210 kg, compreso il carburante, mentre la capsula di atterraggio pesava 358 kg. Il controllo dell'assetto era affidato ad un sistema automatico di micromotori che utilizzavano azoto pressurizzato come propellente, mentre il beccheggio e l'imbardata erano controllati da quattro razzi alimentati a polvere pirica.
Il paracadute principale più l'ausiliario, il razzo frenante e l'altimetro radar erano montati nella parte alta del lander; il tutto era protetto con della schiuma che avrebbe assorbito l'urto dell'atterraggio. La capsula di atterraggio era costituita da quattro "petali" triangolari che, aprendosi dopo l'atterraggio, avrebbero dovuto raddrizzare il lander e rilasciare il rover PrOP-M, esponendo allo stesso tempo la strumentazione che consisteva di due telecamere con vista a 360 gradi, uno spettrometro di massa per studiare la composizione atmosferica, la temperatura, la pressione e il vento, dispositivi per misurare le proprietà meccaniche e chimiche della superficie e per ricercare composti organici o segni di vita. Quattro antenne, che sporgevano dalla parte superiore, avrebbero assicurato la comunicazione con l'orbiter. L'energia elettrica necessaria a far funzionare il tutto era fornita da quattro batterie che erano state ricaricate dall'orbiter prima del distacco, mentre il controllo termico passivo era affidato a dei radiatori. Il modulo d'atterraggio era stato sterilizzato prima del lancio, per evitare ogni tipo di contaminazione dell'ambiente marziano. Per finire, sul lander era stato messo un gagliardetto con lo stemma sovietico.
Il modulo d'atterraggio si separò dal Mars 3 il 2 dicembre del 1971 alle ore 09:14 UTC, 4 ore e 35 minuti prima che la sonda raggiungesse Marte. Il lander entrò nell'atmosfera del pianeta rosso a 5,7 km/s. Dopo un volo perfetto, il modulo d'atterraggio toccò il suolo marziano a 45°S 158°W e divenne immediatamente operativo.
Tuttavia la trasmissione dei dati si interruppe dopo solo 14,5 secondi, alle ore 13:52:25 UTC (MSD 34809 3:06 AMT, 11 Libra 192 Dariano). Il collegamento con la Terra fu perso per motivi sconosciuti e non si seppe mai se il rover era stato rilasciato: una immagine parziale giunta al centro di controllo missione mostrava una bassa illuminazione e nessun altro particolare.
Si suppose che il guasto fosse stato causato dalle potenti tempeste di sabbia presenti su Marte, il che avrebbe spiegato anche la bassa luminosità intravista nell'unica immagine parziale inviata a terra.
Nel dicembre 2012 la sonda statunitense Mars Reconnaissance Orbiter è riuscita ad individuare e fotografare i resti del Mars 3, confermando l'atterraggio morbido e rilevando che tutti e quattro i petali meccanici del lander si erano regolarmente aperti.

### Rover PrOP-M

la crosta di Marte

- A bordo del lander di Mars 3 era stivato un piccolo rover di 4,5 kg, teleguidato tramite un cavo lungo 15 metri.

Il rover era progettato per essere "sbarcato" da un braccio meccanico del lander e muoversi nel campo visivo delle telecamere, effettuando misurazioni ogni 1,5 metri.
Due piccole barrette di metallo fungevano da "sensori" e permettevano al rover di scansare piccoli ostacoli presenti sulla sua strada in maniera automatica, dato che eventuali comandi da terra avrebbero impiegato troppo tempo per raggiungere il dispositivo.
Il rover era equipaggiato con un penetrometro dinamico e un rilevatore di radiazioni; inoltre le tracce lasciate dal dispositivo sul terreno avrebbero permesso anche di determinare le proprietà della superficie.
A causa della perdita del segnale del lander, non si seppe mai se il PrOP-M sbarcò effettivamente e se eseguì delle operazioni.

## Curiosità
La missione Mars 3 è ricostruita nel prologo della campagna a giocatore singolo del videogioco di simulazione Take On Mars, nel quale è possibile manovrare il piccolo rover PrOP-M.

## Possibile ritrovamento della sonda
L'11 aprile 2013 la NASA ha annunciato di aver ritrovato i possibili resti della sonda in fotografie scattate nel 2007 dalla sonda Mars Reconnaissance Orbiter, in orbita attorno al pianeta dal 2006. La scoperta fu segnalata da un appassionato di astronomia russo, Vitaliy Egorov, mentre esaminava foto pubblicate online dall'agenzia americana. Nell'immagine si possono distinguere i possibili elementi della sonda, ovvero paracadute, retrorazzi, scudo termico e il lander stesso.

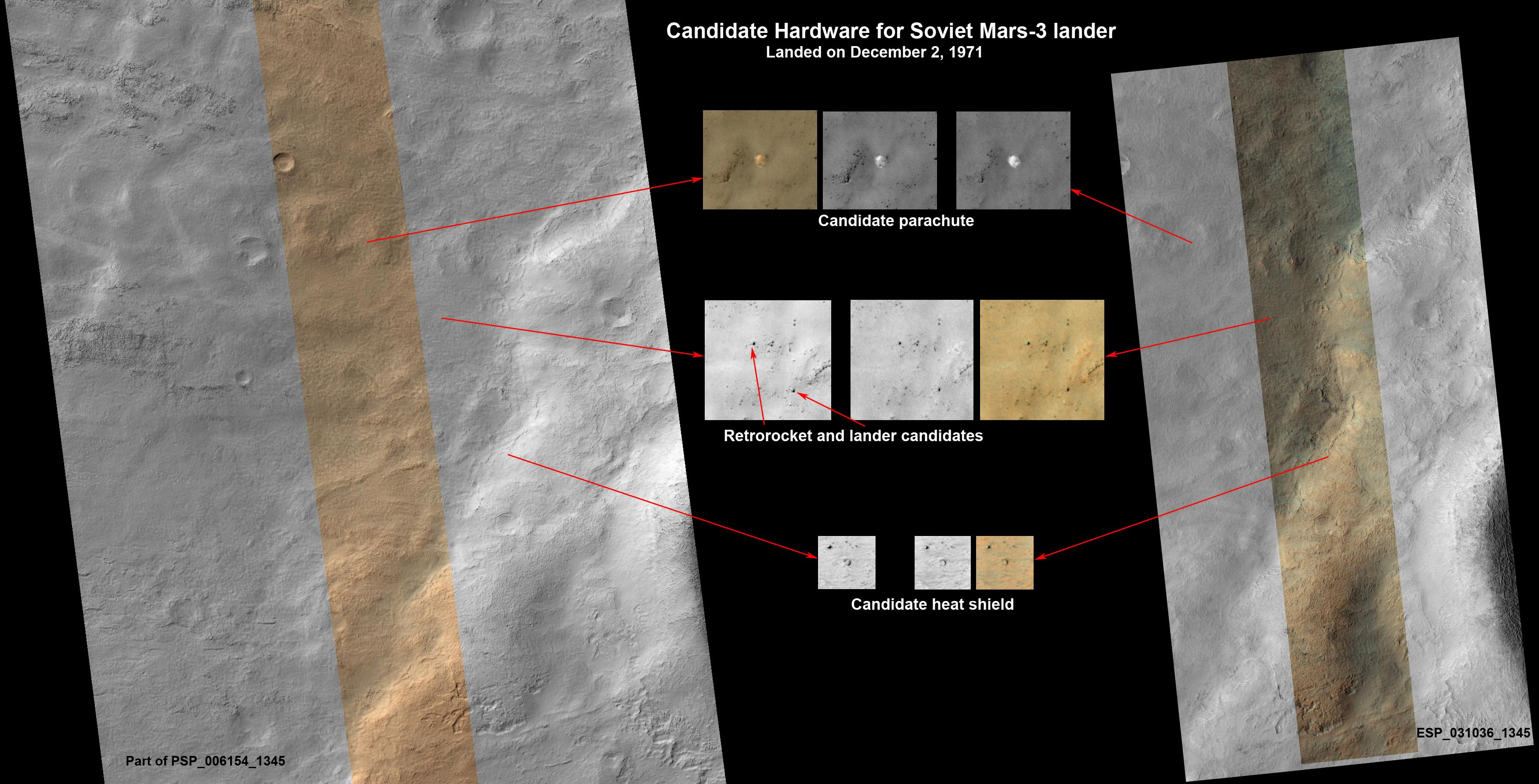
Possibili resti di Mars 3. Le coordinate marziane sono 45° S, 202° E.